# Szilvás
Szilvás község Baranya vármegyében, a Pécsi járásban.

## Fekvése
A Mecsek és a Villányi-hegység között fekszik, Pécs déli agglomerációjában. Lakott területe a Szilvási-patak völgye mellett alakult ki, dombos vidéken.
A szomszédos települések: észak felől Kökény, kelet felől Szalánta, délkelet felől Bosta, nyugat felől Szőke, északnyugat felől pedig Keszü.

### Megközelítése
Legfontosabb közúti megközelítési útvonala a Szalántától Görcsönyig húzódó 5828-as út, amely végighalad a központján. A megyeszékhely, Pécs felől az 58-as számú főúton közelíthető meg, amelyről Szalánta északi szélénél kell letérni az 5828-as útra.

## Története
Egy oklevél már 1192-ben említette a falut Sciluas formában, aminek az értelme: szilvás hely. A népi emlékezet szerint feltehetően középkori településre utal a mai helységtől délre az Ószeg-dűlő. A Puszta-dombon biztos, hogy török hódoltság előtti temetőt dúltak szét a dózerek, amikor a községbe vezető utat erősítették. Néhány idős ember török temetőnek is véli a területet. Találtak akkor itt apró, kék színű kereszteket, amelyeket tűzzománc fedett. Árpád-kori kerámiatöredékek látszanak a patak nyugati partvidékén csaknem tíz kertben, így például a Herendi-telken. Ezen kívül a Kablár-telken, valamint az Ott-majornál középkori nyomok észlelhetők.
Őskori, talán kőrézkori cserépmaradványokat fedezhetünk fel ettől a sírkerttől keletnek, majdnem a szomszédságában, ahol rézkori települést sejtetnek a szántás után a felszínre kisodródó pattintott kőpengék és kerámiatöredékek. A falu szívében, a Birkás-kertben, valamint ettől északnak, a patak nyugati oldalán római házhelyek kallódó leletei kerülnek a felszínre, amikor az emberek kapálnak vagy szántanak.

## Közélete

### Polgármesterei
- 1990–1994: Emberovics Dénes (független)[3]
- 1994–1998: Emberovics Dénes (független)[4]
- 1998–2002: Emberovics Dénes (független)[5]
- 2002–2006: Emberovics Dénes (független)[6]
- 2006–2010: Emberovics Dénes (független)[7]
- 2010–2014: Schaff József (független)[8]
- 2014–2019: Schaff József (független)[9]
- 2019–2021: Schaff József (független)[10]
- 2022–2024: Hózsa Csaba (független)[11]
- 2024– : Hózsa Csaba (független)[1]

A településen 2022. július 17-én időközi polgármester-választást kellett tartani, mert a korábbi polgármester 2021. november 22-én elhunyt.

## Népesség
A település népességének változása:
| Lakosok száma | 160  | 155  | 156  | 141  | 131  | 114  | 119  | 122  | 124  |
|               | 2013 | 2014 | 2015 | 2018 | 2019 | 2021 | 2022 | 2023 | 2024 |

A 2011-es népszámlálás során a lakosok 90,9%-a magyarnak, 7,8% cigánynak, 1,9% horvátnak, 2,6% németnek mondta magát (9,1% nem nyilatkozott; a kettős identitások miatt a végösszeg nagyobb lehet 100%-nál). A vallási megoszlás a következő volt: római katolikus 50,6%, református 4,5%, evangélikus 1,3%, felekezeten kívüli 16,9% (26,6% nem nyilatkozott).
2022-ben a lakosság 90,8%-a vallotta magát magyarnak, 1,7% németnek, 0,8-0,8% horvátnak, bolgárnak, cigánynak és lengyelnek (9,2% nem nyilatkozott; a kettős identitások miatt a végösszeg nagyobb lehet 100%-nál). Vallásuk szerint 20,2% volt római katolikus, 0,8% református, 5% egyéb keresztény, 10,1% felekezeten kívüli (63,9% nem válaszolt).

## Érdekesség
A falunak hivatalosan két irányítószáma is van: 7833 és 7811.